# West Indies Cricket Team in Bangladesch in der Saison 2012/13
Die Tour des West Indies Cricket Teams nach Bangladesch in der Saison 2012/13 fand vom 13. November bis zum 10. Dezember 2012 statt. Die internationale Cricket-Tour war Bestandteil der Internationalen Cricket-Saison 2012/13 und umfasste zwei Tests, fünf ODIs und ein Twenty20. West Indies gewann die Test-Serie 2–0 und die Twenty20-Serie 1–0, während Bangladesch die ODI-Serie 3–2 für sich entscheiden konnte.

## Vorgeschichte
Für beide Teams war es die erste Tour der Saison. Beim direkt zuvor ausgetragenen ICC World Twenty20 2012 schied Bangladesch in der Vorrunde aus, während die West Indies das Turnier gewannen. Die letzte Tour der beiden Mannschaften gegeneinander fand in der Saison 2011/12 in Bangladesch statt.

## Stadien
Die folgenden Stadien wurden für die Tour als Austragungsort vorgesehen und am 28. Oktober 2012 bekanntgegeben. Khulna war dabei erstmals Austragungsort eines Tests.
| Stadt  | Stadion                                | Kapazität | Spiele                       |
| ------ | -------------------------------------- | --------- | ---------------------------- |
| Dhaka  | Sher-e-Bangla National Cricket Stadium | 26.000    | 1. Test; 3. – 5. ODI; 1. T20 |
| Khulna | Sheikh Abu Naser Stadium               | 15.000    | 2. Test; 1. & 2. ODI         |

## Kaderlisten
Die West Indies benannten ihren Test-Kader am 31. Oktober, den ODI- und Twenty20-Kader am 18. November 2012.
Bangladesch benannte seinen Test-Kader am 8. November und seinen ODI-Kader am 23. November und seinen Twenty20-Kader am 8. Dezember 2012.
| Test | Test | ODI | ODI | Twenty20 | Twenty20 |
| Bangladesch | West Indies | Bangladesch | West Indies | Bangladesch | West Indies |
| --- | --- | --- | --- | --- | --- |
| - Mushfiqur Rahim (K & wk) - Mahmudullah (VK) - Abul Hasan - Anamul Haque - Elias Sunny - Junaid Siddique - Naeem Islam - Nasir Hossain - Nazimuddin - Rubel Hossain - Shahadat Hossain - Tamim Iqbal - Shahriar Nafees - Shakib Al Hasan - Sohag Gazi | - Darren Sammy (K) - Denesh Ramdin (VK & wk) - Tino Best - Darren Bravo - Shivnarine Chanderpaul - Narsingh Deonarine - Fidel Edwards - Kirk Edwards - Assad Fudadin - Chris Gayle - Sunil Narine - Veerasammy Permaul - Kieran Powell - Kemar Roach - Ravi Rampaul - Marlon Samuels | - Mushfiqur Rahim (K & wk) - Mahmudullah (VK) - Abul Hasan - Abdul Razzak - Anamul Haque - Elias Sunny - Jahurul Islam - Mashrafe Mortaza - Mominul Haque - Naeem Islam - Nasir Hossain - Rubel Hossain - Shafiul Islam - Shakib Al Hasan - Sohag Gazi - Tamim Iqbal - Ziaur Rahman | - Darren Sammy (K) - Kieron Pollard (VK) - Tino Best - Darren Bravo - Chris Gayle - Jason Holder - Sunil Narine - Veerasammy Permaul - Kieran Powell - Ravi Rampaul - Kemar Roach - Andre Russell - Marlon Samuels - Lendl Simmons - Dwayne Smith - Devon Thomas (wk) | - Mushfiqur Rahim (K & wk) - Mahmudullah (VK) - Abdul Razzak - Abul Hasan - Anamul Haque - Elias Sunny - Jahurul Islam - Mashrafe Mortaza - Naeem Islam - Mominul Haque - Nasir Hossain - Rubel Hossain - Shafiul Islam - Shakib Al Hasan - Sohag Gazi - Tamim Iqbal - Ziaur Rahman | - Darren Sammy (K) - Kieron Pollard (VK) - Tino Best - Darren Bravo - Chris Gayle - Jason Holder - Sunil Narine - Veerasammy Permaul - Kieran Powell - Ravi Rampaul - Kemar Roach - Andre Russell - Marlon Samuels - Lendl Simmons - Dwayne Smith - Devon Thomas (wk) |

## Tour Match
| 9. – 10. November Scorecard | Savar | Bangladesch Cricket Board XI | – | West Indians |
|                             |       | Spiel abgesagt               |   |              |

| 1. Juni Scorecard | Khulna | West Indians 361-7 (50)           | – | Bangladesch Cricket Board XI 243 (49.1) |
|                   |        | West Indians gewinnt mit 118 Runs |   |                                         |

## Tests

### Erster Test in Dhaka
| 13. – 17. November Scorecard | Dhaka | West Indies 527-4d (144) & 273 (74.2) | – | Bangladesch 556 (148.3) & 167 (54.4) |
|                              |       | West Indies gewinnt mit 77 Runs       |   |                                      |

### Zweiter Test in Khulna
| 21. – 25. November Scorecard | Khulna | Bangladesch 387 (91.1) & 287 (70.1) | – | West Indies 648-9d (200.3) & 30-0 (4.4) |
|                              |        | West Indies gewinnt mit 10 Wickets  |   |                                         |

## One-Day Internationals

### Erstes ODI in Khulna
| 30. November Scorecard | Khulna | West Indies 199 (46.5)            | – | Bangladesch 201-3 (40.2) |
|                        |        | Bangladesch gewinnt mit 7 Wickets |   |                          |

### Zweites ODI in Khulna
| 2. Dezember Scorecard | Khulna | Bangladesch 292-6 (50)           | – | West Indies 132 (31.1) |
|                       |        | Bangladesch gewinnt mit 160 Runs |   |                        |

### Drittes ODI in Dhaka
| 5. Dezember Scorecard | Dhaka | Bangladesch 227 (49.1)            | – | West Indies 228-6 (47) |
|                       |       | West Indies gewinnt mit 4 Wickets |   |                        |

### Viertes ODI in Dhaka
| 7. Dezember Scorecard | Dhaka | West Indies 211-9 (50)          | – | Bangladesch 136 (34.1) |
|                       |       | West Indies gewinnt mit 75 Runs |   |                        |

### Fünftes ODI in Dhaka
| 8. Dezember Scorecard | Dhaka | West Indies 217 (48)              | – | Bangladesch 221-8 (44) |
|                       |       | Bangladesch gewinnt mit 2 Wickets |   |                        |

## Twenty20 Internationals

### Twenty20 in Dhaka
| 10. Dezember Scorecard | Dhaka | West Indies 197-4 (20)          | – | Bangladesch 179-1 (20) |
|                        |       | West Indies gewinnt mit 18 Runs |   |                        |

## Statistiken
Die folgenden Cricketstatistiken wurden bei dieser Tour erzielt.
| Tests                  | Tests       | Tests   | Tests   | Tests   | Tests   | Tests   | Tests   | Tests   |
| Batting                | Batting     | Batting | Batting | Batting | Batting | Batting | Batting | Batting |
| Spieler                | Mannschaft  | Spiele  | Innings | Runs    | Average | HS      | 100s    | 50s     |
| ---------------------- | ----------- | ------- | ------- | ------- | ------- | ------- | ------- | ------- |
| Shivnarine Chanderpaul | West Indies | 2       | 3       | 354     | 354,00  | 203*    | 2       | 0       |
| Marlon Samuels         | West Indies | 2       | 3       | 277     | 92,33   | 260     | 1       | 0       |
| Nasir Hossain          | Bangladesch | 2       | 4       | 263     | 65,75   | 96      | 0       | 3       |
| Kieran Powell          | West Indies | 2       | 4       | 249     | 83,00   | 117     | 2       | 0       |
| Darren Bravo           | West Indies | 2       | 3       | 217     | 72,33   | 127     | 1       | 1       |
| Bowling                |             |         |         |         |         |         |         |         |
| Spieler                | Mannschaft  | Spiele  | Overs   | Wickets | Average | BBI     | 5W      | 10W     |
| Tino Best              | West Indies | 2       | 57.4    | 12      | 14,33   | 6/40    | 2       | 0       |
| Sohag Gazi             | Bangladesch | 2       | 128.5   | 12      | 32,83   | 6/74    | 1       | 0       |
| Veerasammy Permaul     | West Indies | 2       | 76      | 8       | 31,62   | 3/32    | 0       | 0       |
| Fidel Edwards          | West Indies | 1       | 35.1    | 7       | 26,42   | 6/90    | 1       | 0       |
| Shakib Al Hasan        | Bangladesch | 2       | 97      | 6       | 51,83   | 4/151   | 0       | 0       |

| ODIs                 | ODIs        | ODIs    | ODIs    | ODIs    | ODIs    | ODIs    | ODIs    | ODIs    |
| Batting              | Batting     | Batting | Batting | Batting | Batting | Batting | Batting | Batting |
| Spieler              | Mannschaft  | Spiele  | Innings | Runs    | Average | HS      | 100s    | 50s     |
| -------------------- | ----------- | ------- | ------- | ------- | ------- | ------- | ------- | ------- |
| Mushfiqur Rahim      | Bangladesch | 5       | 5       | 204     | 51,00   | 79      | 0       | 1       |
| Anamul Haque         | Bangladesch | 5       | 5       | 195     | 39,00   | 120     | 1       | 0       |
| Marlon Samuels       | West Indies | 5       | 5       | 170     | 34,00   | 126     | 1       | 0       |
| Darren Bravo         | West Indies | 5       | 5       | 161     | 32,20   | 51      | 0       | 1       |
| Mohammad Mahmudullah | Bangladesch | 5       | 4       | 159     | 79,50   | 56*     | 0       | 2       |
| Bowling              |             |         |         |         |         |         |         |         |
| Spieler              | Mannschaft  | Spiele  | Overs   | Wickets | Average | BBI     | 5W      | 10W     |
| Abdur Razzak         | Bangladesch | 5       | 44      | 10      | 17,80   | 3/19    | 0       | 0       |
| Sohag Gazi           | Bangladesch | 5       | 46      | 9       | 17,33   | 4/29    | 0       | 0       |
| Sunil Narine         | West Indies | 5       | 46      | 9       | 21,55   | 4/37    | 0       | 0       |
| Mohammad Mahmudullah | Bangladesch | 5       | 43      | 8       | 22,87   | 3/46    | 0       | 0       |
| Kemar Roach          | West Indies | 3       | 24      | 7       | 19,00   | 5/56    | 1       | 0       |

| Twenty20             | Twenty20    | Twenty20 | Twenty20 | Twenty20 | Twenty20 | Twenty20 | Twenty20 | Twenty20 |
| Batting              | Batting     | Batting  | Batting  | Batting  | Batting  | Batting  | Batting  | Batting  |
| Spieler              | Mannschaft  | Spiele   | Innings  | Runs     | Average  | HS       | 100s     | 50s      |
| -------------------- | ----------- | -------- | -------- | -------- | -------- | -------- | -------- | -------- |
| Tamim Iqbal          | Bangladesch | 1        | 1        | 88       |          | 88*      | 0        | 1        |
| Marlon Samuels       | West Indies | 1        | 1        | 85       |          | 85*      | 0        | 1        |
| Mohammad Mahmudullah | Bangladesch | 1        | 1        | 64       |          | 64*      | 0        | 1        |
| Darren Bravo         | West Indies | 1        | 1        | 41       | 41,00    | 41       | 0        | 0        |
| Dwayne Smith         | West Indies | 1        | 1        | 24       | 24,00    | 24       | 0        | 0        |
| Bowling              |             |          |          |          |          |          |          |          |
| Spieler              | Mannschaft  | Spiele   | Overs    | Wickets  | Average  | BBI      | 5W       | 10W      |
| Rubel Hossain        | Bangladesch | 1        | 4        | 2        | 31,50    | 2/63     | 0        | 0        |
| Ziaur Rahman         | Bangladesch | 1        | 4        | 1        | 16,00    | 1/16     | 0        | 0        |
| Kemar Roach          | West Indies | 1        | 4        | 1        | 36,00    | 1/36     | 0        | 0        |
| Sohag Gazi           | Bangladesch | 1        | 4        | 1        | 44,00    | 1/44     | 0        | 0        |

## Player of the Series
Als Player of the Series wurden die folgenden Spieler ausgezeichnet.
| Serie | Player of the Series   |
| ----- | ---------------------- |
| Test  | Shivnarine Chanderpaul |
| ODI   | Mushfiqur Rahim        |

### Player of the Match
Als Player of the Match wurden die folgenden Spieler ausgezeichnet.
| Spiel   | Player of the Match  |
| ------- | -------------------- |
| 1. Test | Kieran Powell        |
| 2. Test | Marlon Samuels       |
| 1. ODI  | Sohag Gazi           |
| 2. ODI  | Anamul Haque         |
| 3. ODI  | Marlon Samuels       |
| 4. ODI  | Darren Sammy         |
| 5. ODI  | Mohammad Mahmudullah |
| 1. T20  | Marlon Samuels       |